# 菲律宾军官学校
菲律宾军官学校（英語：Philippine Military Academy，PMA），是菲律宾军队的综合性院校，创建于1905年，地址位于吕宋岛碧瑶市。